# John Emsley
John Emsley (* 1938) ist ein britischer Chemiker und Sachbuchautor.
Emsley studierte Chemie an der Manchester University mit dem Bachelor-Abschluss und der Promotion bei Norman Paddock in Anorganischer Chemie über Phosphazene. Er forschte und lehrte 25 Jahre bis in die 1990er Jahre am King’s College London als Lecturer und zuletzt als Reader. Später war er Science Writer in Residence am Imperial College und danach in gleicher Funktion an der Universität Cambridge. Dort gab er den Newsletter der Chemiefakultät Chem@Cam heraus. Zusätzlich beriet er rund 11 Jahre die Werbeindustrie in Chemie (BACC, Broadcast Advertising Clearance Centre, heute Clearcast).
Er befasste sich als Chemiker mit nicht-metallischer anorganischer Chemie und starken Wasserstoffbindungen. 1984 erhielt er einen D.Sc. der Universität London.
Emsley veröffentlichte populärwissenschaftliche Chemie-Bücher und hatte sechs Jahre lang eine Kolumne mit dem Titel Molekül des Monats in der Tageszeitung The Independent. Mit einem Artikel über die Geschichte des Phosphors im New Scientist begann in den 1970er Jahren seine Karriere als Wissenschaftsjournalist. Auch für das Magazin Wired schrieb er eine Kolumne. In den 1980er Jahren war er Berater für Chemie beim New Scientist.
2003 erhielt er den GDCh-Preis für Journalisten und Schriftsteller. 2006 erhielt er den ersten Society of Chemical Industry Science Communication Award und 2004 wurde er Ehrenmitglied der Society of Chemical Industry. 2000 erhielt er den Award for Tertiary Education der Royal Society of Chemistry.

## Schriften
- Nature's Building Blocks: An A-Z Guide to the Elements, 2001, 2. Auflage 2011.
- The Elements, 1989, 3. Auflage, Oxford University Press, 1998.
  - Deutsche Ausgabe: Die Elemente, De Gruyter, 1994.
- A Healthy, Wealthy, Sustainable World, Royal Society of Chemistry, 2010.
- Better Looking, Better Living, Better Loving Wiley-VCH, 2007.
- The Elements of Murder. A History of Poison, Oxford University Press, 2005.
- Molecules of Murder, Royal Society of Chemistry, 2008.
  - Deutsche Ausgabe: Mörderische Elemente, prominente Todesfälle, Wiley-VCH, 2006.
- Vanity, Vitality, and Virility, Oxford University Press, 2004.
- Fritten, Fett und Faltencreme: Noch mehr Chemie im Alltag, Wiley-VCH, 2009.
- Liebe, Licht und Lippenstift: Das Beste von John Emsley, Wiley-VCH, 2007.
- Leben, lieben, liften: Rundum wohlfühlen mit Chemie, Wiley-VCH, 2008.
- Sonne, Sex und Schokolade: Mehr Chemie im Alltag, Wiley-VCH, 2003.
- Parfum, Portwein, PVC ...: Chemie im Alltag, Wiley-VCH, 2003.
- Shocking History of Phosphorus, Pan Books, 2000. 
  - US-Ausgabe The 13th Element: The Sordid Tale of Murder, Fire, and Phosphorus, 2006.
  - Deutsche Ausgabe: Phosphor. Das Element auf Leben und Tod, Wiley-VCH, 2001.
- mit Peter Fell: Was it something you ate? Food Intolerance: What Causes It and How to Avoid It, Oxford University Press, 1999.
  - Deutsche Ausgabe: Wenn Essen krank macht, Wiley-VCH, 2000.
- Molecules at an Exhibition. Portraits of intriguing materials in everyday life, Oxford University Press, 1998.
- The Consumer’s Good Chemical Guide: Separating Facts from Fiction about Everyday Products, W.H. Freeman, 1994.
- Chemistry at Home: Exploring the Ingredients in Everyday Products, Royal Society of Chemistry, 2015.
- mit James Feeney, Leslie Howard Sutcliffe: High Resolution Nuclear Magnetic Resonance Spectroscopy, Pergamon, 1965.